# تافور
بندقية تافور (بالإنجليزية: IMI Tavor TAR-21) بندقية هجومية إسرائيلية متعددة الاستعمالات، يعتبرها البعض من أفضل بنادق العالم. المعروفة سابقًا باسم تافور تار-21 من طراز بولباب مزودة بعيار 5.56×45 مم من ناتو صممتها وأنتجتها شركة صناعات الأسلحة الإسرائيلية. وهي جزء من عائلة بنادق تافور التي أفرزت العديد من النسخ المشتقة من تصميمها الأصلي.
يمكن أيضًا تركيب تافور تار-21 مع قاذف القنابل م203 المعروف باسم جتار-21. يتوفر طراز صغير الحجم بمدفع 380 مـم (15 بوصة) ملم. كما يتوفر أيضًا طراز كتار-21. كما صُنع طراز آخر من بندقية الرماية المخصصة مزود بحامل ثنائي القوائم قابل للطي أسفل السبطانة ومنظار تكبير تريجكون أكوج 4أكس ولكن أوقف لاحقًا لصالح تافور تار فلات توب.
بني تافور حول نظام مكبس طويل الشوط (كما هو موجود في م1 جاراند وأ ك-47 ) وصمم لتحقيق أقصى قدر من الموثوقية والمتانة وبساطة التصميم وسهولة الصيانة خاصة في ظل ظروف ساحة المعركة المعاكسة.
في عام 2009 اختارت قوات الدفاع الإسرائيلية بندقية تافور أكس95 (المعروفة أيضًا باسم مايكرو تافور أو متار) لتحل تدريجيًا محل بندقية الهجوم م16 ومتغيرات كاربين م4 كسلاح قياسي للمشاة الإسرائيليين بحلول نهاية عام 2018. وزعت أول بنادق X95 بولباب على وحدات المشاة في عام 2013. كما كشف تقرير نُشر على موقع جيش الدفاع الإسرائيلي على الإنترنت أن جيش الدفاع الإسرائيلي يخطط لمواصلة الحصول على مايكرو تافور وتجهيز الوحدات القتالية به.

## التاريخ
مكان المنشأ: إسرائيل.
التاريخ في الخدمة: 2001 إلى الوقت الحاضر.
استخدمت في حروب عملية الدرع الواقي، عملية أمطار الصيف، حرب لبنان الثانية، عملية الشتاء الساخن، الحرب على غزة، والصراع المسلح في كولومبيا وجنوب أوسيتيا، المواجهة الكمبودية التايلاندية.

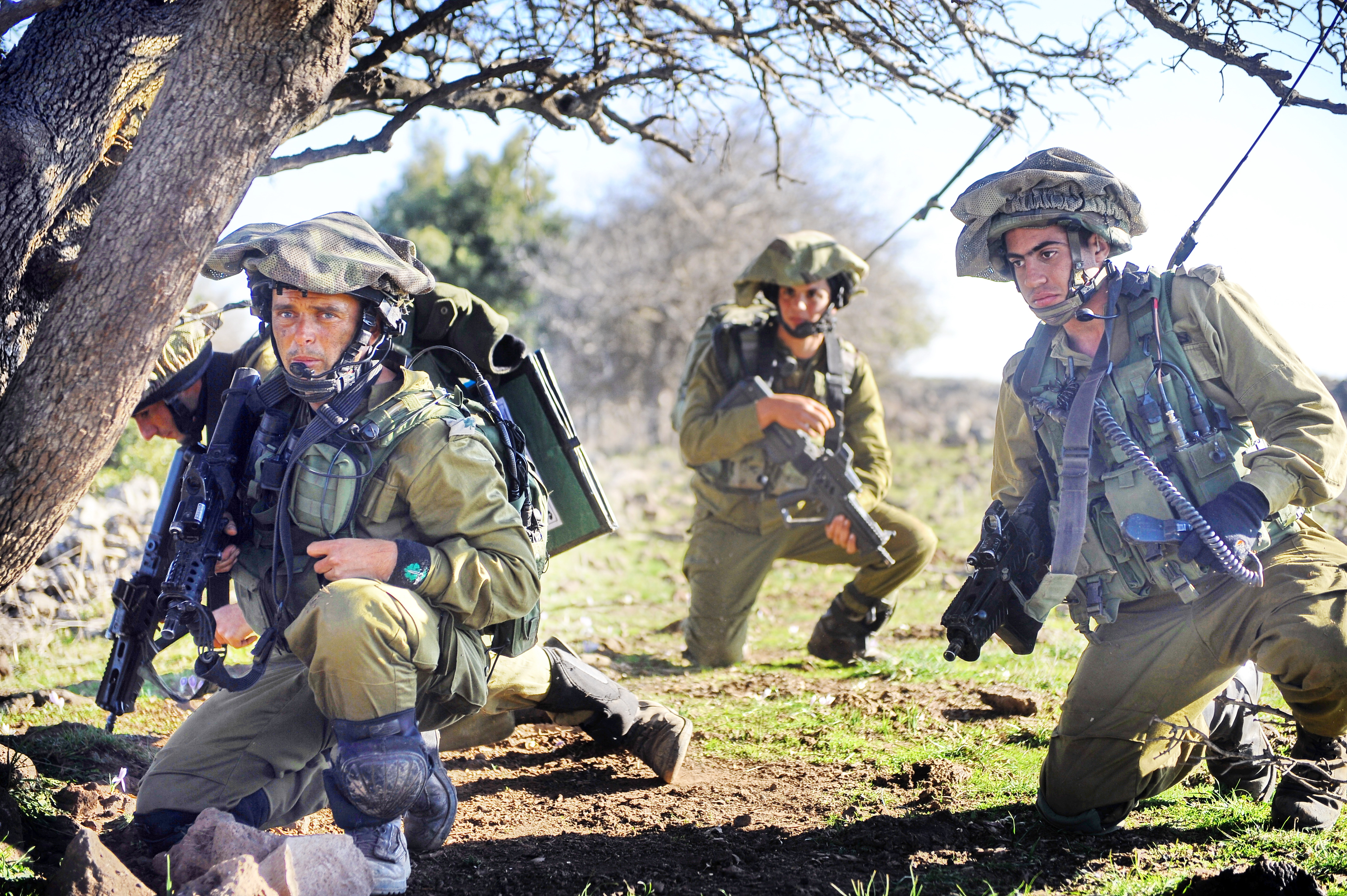
تافور (طرازات أكس95 وكتار-21) قيد الاستخدام لدى لواء جولاني الإسرائيلي

بدأت الصناعات العسكرية الإسرائيلية (فرع الأسلحة الصغيرة في شركة آي أم آي والذي خصخص ليصبح صناعات الأسلحة الإسرائيلية) فريق تطوير تافور في عام 1995 تحت إشراف مصمم الأسلحة زالمن شيبس.
كان هدف المشروع هو ابتكار بندقية هجومية أكثر موثوقية ومتانة وسهولة في الصيانة من كاربين م4أ1 بالإضافة إلى ملاءمتها بصيغة أفضل للقتال القريب وأدوار المشاة الآلية. ونتيجةً لذلك كان يأملون أن يعتمد جيش الدفاع الإسرائيلي هذا السلاح رسميًا.
بسبب متطلبات الجيش المتعلقة بالمعارك القريبة والمشاة الميكانيكية اختار فريق المشروع تصميمًا يسمح للسلاح بأن يكون مضغوطًا مع الحفاظ على برميل طويل قادر على تحقيق سرعات كمامة عالية مناسبة للرصاص. اختير نظام مكبس طويل الشوط مشابه للنظام الموجود في أ ك-47 وم1 غاراند لضمان موثوقية السلاح في ظل الظروف المعاكسة.

### التجارب والخدمة
بحلول عام 1997 أُنتجت نماذج أولية مبكرة مع تفوق تافور على م4أ1 في سلسلة من التجارب التي أجراها جيش الدفاع الإسرائيلي خلال عامي 2001 و2002. وشملت الصفات التي اختبرت متوسط عدد الطلقات بين الأعطال (مربف) والموثوقية وبيئة العمل أثناء المسيرات الطويلة وسهولة الصيانة.
كجزء من الاختبارات الأولية التي أجرتها وحدات المشاة التابعة لجيش الدفاع الإسرائيلي وُزِّع بندقية تار-21 على أفراد سرية التدريب التابعة لكتيبة تزابار من لواء جفعاتي والذين جُنِّدوا في أغسطس/آب 2001. واستلموا بنادقهم في نوفمبر/تشرين الثاني 2001 خلال التدريب الأساسي. وكانت نتائج الاختبارات الأولية إيجابية إذ وُجِد أن بندقية تار-21 أكثر دقة وموثوقية (وأكثر راحةً) من بندقية م4 خلال اختبارات ميدانية مكثفة.
صححت مشاكل دخول الرمل الناعم إلى حجرة تافور تار والتي حددت خلال عامين من الاختبارات نتيجة للعديد من التعديلات الطفيفة. كما أُدخلت تحسينات وتغييرات أخرى على التصميم بين عامي 2001 و2009.
وقد استخدمت بنادق تافور كتار-21 في القتال خلال عملية الرصاص المصبوب والتي استخدمها لواء جيفاتي ولواء جولاني وأفاد الجنود أن بنادق تافور الهجومية كانت تعمل دون أي مشكلة.
في نوفمبر 2009 أعلن جيش الدفاع الإسرائيلي أن تافور أكس95 سيصبح سلاح المشاة القياسي لجيش الدفاع الإسرائيلي مع إضافة قاذف قنابل مدمج. بدأ التحول التدريجي في عام 2006 وكان من المتوقع أن يكتمل بين قوات الخطوط الأمامية بحلول نهاية عام 2018.
في ديسمبر 2012 أعلن جيش الدفاع الإسرائيلي أنه سيبدأ في تجهيز وتدريب قوات الاحتياط الجديدة الخاصة به باستخدام صاروخ تافور تار-21.
وزعت أول دبابة تافور أكس95 على المجندين الجدد في لواء المشاة الرئيسي في جيش الدفاع الإسرائيلي في عام 2013 لتحل محل م16. في عام 2014 أعلن جيش الدفاع الإسرائيلي أنه في المستقبل (منذ نهاية عام 2014) يمكن أن تبدأ بعض وحدات المشاة في الحصول على بعض الأعداد من دبابة أكس95 المحسنة والتي سيكون لها طول أطول 38 سـم (15 بوصة) البرميل (بدلاً من البرميل الأصلي 33 (برميل بطول 1.5 سم) وسحب زناد أخف.
في 8 سبتمبر أفاد موقع "إسرائيل ديفينس" الإلكتروني أن جيش الدفاع الإسرائيلي يعتزم مواصلة اقتناء بندقية "مايكرو تافور" نقلاً عن تقرير نُشر على الموقع الإلكتروني العبري لجيش الدفاع الإسرائيلي في 7 سبتمبر بشأن خطة متعددة السنوات. ومن المقرر توزيع البندقية على القوات القتالية التابعة للوحدات المعنية في دورات التجنيد القادمة. ونُقل عن قسم الأسلحة في قيادة القوات البرية قوله إنه "راضٍ تمامًا عن قدراتها... أداء البندقية ممتاز وقد أثبتت جدارتها".

## تفاصيل التصميم
تافور بندقية هجومية من طراز بولباب قادرة على إطلاق النار نصف الآلي والآلي بالكامل. بفضل تصميمها على شكل بولباب يقع جهاز الاستقبال ومجموعة حامل البراغي والمخزن خلف قبضة المسدس. هذا يُقصّر الطول الإجمالي للسلاح الناري دون المساس بطول السبطانة. ونتيجةً لذلك توفر تافور طولًا إجماليًا يُعادل طول بندقية كاربين مع إمكانية تحقيق سرعات فوهة البندقية عند تزويدها بسبطانة بطول البندقية.

## المواصفات
تصميم: 1991-2001.
الوزن 3.27 كجم.
الطول: 720 ملم.

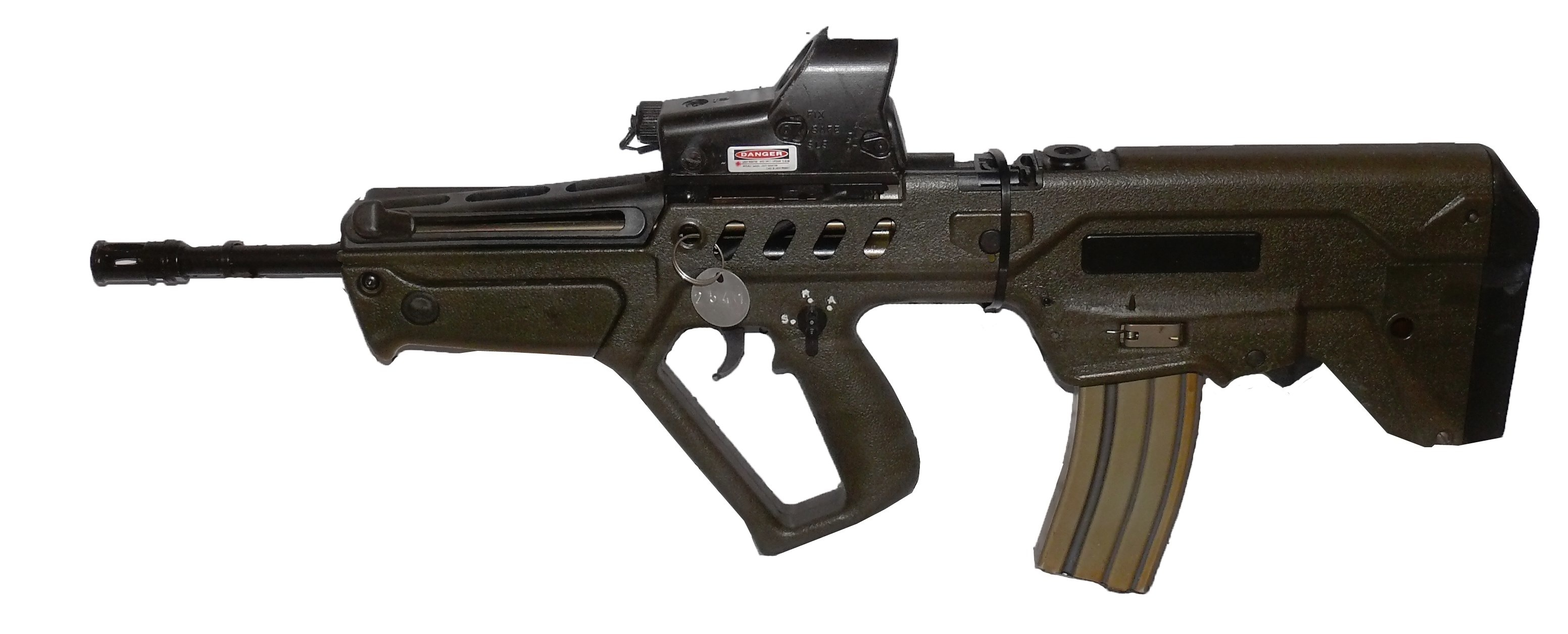
إصدار آخر من السلاح

معدل إطلاق النار: 750-900 طلقة / دقيقة.
مدى الرماية الفعالة: 500 متر.